# Copa del Mundo de ciclismo en pista de 2019-2020
La 28.ª edición de la Copa del Mundo de ciclismo en pista para el año 2019-2020 será una serie de varias competencias de Ciclismo en pista que se realizaran entre el 1 de noviembre de 2019 y el 26 de enero de 2020 bajo la organización de la Unión Ciclista Internacional (UCI).

## Pruebas
La temporada de la Copa del Mundo se realizaran seis competencias en diferentes países en la categoría CDM.
| Fecha                                     | País          | Lugar     |
| ----------------------------------------- | ------------- | --------- |
| 1 al 3 de noviembre de 2019               | Bielorrusia   | Minsk     |
| 8 al 10 de noviembre de 2019              | Reino Unido   | Glasgow   |
| 29 de noviembre al 1 de diciembre de 2019 | Hong Kong     | Hong Kong |
| 6 al 8 de diciembre de 2019               | Nueva Zelanda | Cambridge |
| 13 al 15 de diciembre de 2019             | Australia     | Brisbane  |
| 24 al 26 de enero de 2020                 | Canadá        | Milton    |